# Microsoft IME
Microsoft IME（マイクロソフト・アイエムイー）は、マイクロソフトが開発したインプットメソッド（IME）である。MS-IME（エムエス・アイエムイー）と略されることがある。IMEは、Windowsのインプットメソッド全般の一般名称である。
日本語、中国語（繁体字・簡体字）、韓国語など、入力できる言語ごとにMicrosoft IMEが存在するが、ここでは日本語入力システム（日本語IME）としてのMicrosoft IMEについて述べる。

## 歴史
日本ではMicrosoft Windows 3.0以前はパソコンメーカーにOEM（相手先ブランドによる生産）でのみ供給されており、標準の日本語入力システムがなかったため、パソコンメーカーが自社や他社製の日本語入力システムを添付していた。Windows 3.1からはマイクロソフトが自社でもパッケージを販売することになり、標準でMicrosoft IME for Windows（以下Microsoft IME）を添付していた。Microsoft IMEはWindowsの一部としてOEMでも供給されていたが、パソコンメーカーによっては従来通り他の日本語入力システムを添付する場合があった。
この初代Microsoft IMEはエー・アイ・ソフトが開発した日本語入力システムWXII for Winをベースに辞書を改良したもので、Windows 3.1およびワープロソフトのMicrosoft Word 5.0、オフィススイートのMicrosoft Office 1.0などに添付されていた。また、WXII DOS版をベースにしたものがMS-DOS 6.2/VならびにWindows 9x系のMS-DOSプロンプト用にも添付された。なお、それより前のMicrosoft WordにはバックスのVJE-γが添付されていた。
Windows 95にはジャストシステムのATOKをOEMでバンドルする計画があったものの、ジャストシステム側と折り合いが付かず、エー・アイ・ソフトのWXIIIをベースにMicrosoft IME 95が開発された。Microsoft IME 97は大部分をマイクロソフトが自社で開発し、辞書や形態素解析を改善して変換精度を向上している。その後もWindowsやMicrosoft Officeなどに標準添付され、日本語入力システムにおけるシェアはこれらに伴って拡大した。
WindowsやMicrosoft Officeのメジャーバージョンアップに歩調を合わせるかたちでMicrosoft IMEのバージョンアップが続けられており、辞書の改良やプログラムの開発・改良など、変換精度や操作性の向上が進められてきたが、2007では変換エンジンの変更などから使い勝手に問題が生じ、「改悪されている」という不満の声も上がった（#課題を参照）。
2010年6月には2007の後継版Microsoft Office Input Method Editor 2010が正式リリースされたが、マイクロソフトは2010年4月22日、この最新版IMEを家庭用Office 2010の発売される6月17日から、Windows XP以降のMicrosoft Office正規ユーザー向けに無償提供することを発表した。
Windows 7までは、標準で付属しているIMEは、Officeに付属しているものに比べて若干機能が制限されていた。名称もOfficeに付属しているものとは異なり、Microsoft Input Method Editorとなっている。Windows 8からは日本語環境の標準コンポーネントとしてIME 2012が搭載され、機能と性能もOffice IMEを踏襲したものとなった。Office 2013以降にはIMEは付属しない。

## 機能

### 再変換
一度確定した文字列を未確定に戻したり再変換したりする機能がMicrosoft IME 98から導入された。Windowsと緊密に連係したMicrosoft IMEならではの機能と言えるものだったが、その後ATOKなどの競合ソフトも同様の機能を搭載している。
再変換機能はMicrosoft IMEだけでなくアプリケーション側も対応している必要がある。メモ帳などWindows 98以降のアクセサリやMicrosoft Office製品を始めとする大多数のソフトで利用できるが、依然として非対応のソフトも存在し、そうしたソフト上で再変換を行うと文字化けしてしまう場合があることが報告されている。

### IME パッド
MS-IME 97から導入された拡張入力ツール。文字コード一覧、ソフトウェアキーボード、手書き、漢字の画数や部首による入力ができる。当初から機能は大きくは変わっていない。

### クラウド候補
Windows 10から、マイクロソフトの検索エンジンBingの検索候補を予測入力に表示できる「クラウド候補」機能が追加された。この機能により、流行語や専門用語の入力が容易になるとしている。既定ではオフになっているため、IMEの設定画面から手動で有効にする必要がある。なお、以前はOffice IMEに最新語辞書のアップデート（更新プログラム）という形で最新語への対応が行われていた。

### プライベートモード
一時的に、これまでの入力履歴を無効にする機能。プレゼンテーション時など他者にPC画面を見せた状態で入力する際や、他者がPCを操作するときなどに、予期せぬ入力候補が表示されてしまうことを防ぐ。Windows 10 Anniversary Updateより導入された。

## 廃止された機能

### IME 辞書更新サービス
Office IMEではオンラインで提供される「最新語辞書」で新しい固有名詞や芸能人名、流行語などの最新語に対応していた。Office IME 2003と2007はマイクロソフトのWebサイトから更新プログラムを手動でダウンロードする必要があったが、Office IME 2010では自動で更新する機能が追加された。Windows 10からは辞書を持たず、上述の通りオンラインの検索エンジンを使ったクラウド候補機能に置き換えられた。なお、郵便番号から住所に変換する郵便番号辞書はMicrosoft IMEを含め更新プログラムで提供されていたが、Windows 10からは機能更新アップデートごとに更新されるようになった。

### ナチュラルインプット
Microsoft IME 2002にて、新しい入力方法として「ナチュラルインプット」が導入され、文節の区切りなどを意識せずに入力できるようになった。また、マイクをパソコンに接続することで音声認識により日本語文字入力をすることも可能となっている。ただし、これらの機能を完全にサポートするにはWindows XPから実装されたText Services Frameworkとそれに対応するアプリケーションが必要になり、実際はMicrosoft WordやMicrosoft Outlookなど一部製品に限られた。また、ナチュラルインプットでは自動的に前後の文字列を未確定に戻して変換を行うため、アプリケーションと共に再変換機能がサポートされていることを前提に実現した機能である。
ナチュラルインプットに対して従来の入力方法を受け継ぐインプットメソッドは「IME スタンダード」という名称になっていた。両者でキーボード操作が異なる事からナチュラルインプットはなじまないユーザーが多く、Microsoft IME 2003で操作性が改善されるも、Windows Vistaでは一部の補助機能を残しつつナチュラルインプットは廃止された。

## 課題

### 変換効率
問題として、コンピュータの性能によっては入力時の反応が鈍いことや、変換効率の悪さなどが指摘されてきた。マイクロソフトは、Office IME 2007に関しては不具合を認め、不具合を修正するプログラムを配布した。
後継版であるOffice IME 2010は、寄せられた大量のフィードバックを基に改良を施し、安定性や実行速度、変換精度など基本性能の向上に注力したとしている。その後のWindows 8に標準搭載されたMicrosoft IME 2012にも、Office IME 2010の機能が受け継がれている。

### 誤変換

#### 誤報の「MS-IMEは中国開発」
2008年ごろ、誤変換の増加を指摘する声があった。そこで「IMEの開発の主体が中国にシフトしており、日本の開発陣が手を出せない」という噂があがったが、マイクロソフト側はそれを否定し、問題の原因は新規開発されたエンジンのチューニング不足に起因するものと説明した。

## バージョン
| 名前               | 製品バージョン               | 付属製品                                   | 備考・変更点                                                                                            |
| ------------------ | ---------------------------- | ------------------------------------------ | --- |
| Microsoft IME      |                              | Windows 3.1 Windows NT 3.1 Office 1.0、1.5 | Office 1.0収録のWord 5.0単体製品にも付属(以降Office 2010まで同様)                                       |
| Microsoft IME2     |                              | Office 4.2、4.3                            | |
| Microsoft IME 95   | 4.0                          | Windows 95 Windows NT 3.51                 | |
| Microsoft IME 97   | 5.0                          | Office 97 Windows NT 4.0                   | 1996年11月発売のWindows 95新パッケージにCD同梱 既存ユーザー向けに単体でも販売                           |
| Microsoft IME 98   | 6.0                          | Word 98 Windows 98、 98SE                  | 再変換機能を導入 1998年12月以降のWindows NT 4.0購入者にCD無償提供 Windows 95、NT 4.0用に単体でも販売    |
| Microsoft IME 2000 | 7.0.0                        | Office 2000                                | |
| Microsoft IME 2000 | 7.0.1                        | Office 2000 SR-1 Windows 2000 Windows Me   | |
| Microsoft IME 2002 | 8.0                          | Office XP                                  | ナチュラルインプットを導入                                                                              |
| Microsoft IME 2002 | 8.1                          | Windows XP                                 | |
| Microsoft IME 2003 | 9.0                          | Office 2003                                | Microsoft Expression Studio関連製品にも付属                                                             |
| Microsoft IME      | 10.0                         | Windows Vista                              | MS-IME 2003 のエンジンがベース                                                                          |
| Office IME 2007    | 12.0                         | Office 2007                                | 変換エンジンのアルゴリズムをTrigram/SLM（Statistical Language Model：統計的言語モデル）へ変更、予測候補 |
| Microsoft IME      | 10.1                         | Windows 7                                  | MS-IME 2003 のエンジンがベース                                                                          |
| Office IME 2010    | 14.0                         | Office 2010                                | Office IME 2007の後継版、オープン拡張辞書をサポート                                                     |
| Microsoft IME 2012 | 15.0                         | Windows 8、8.1                             | オープン拡張辞書 検索プロバイダーや予測変換などのOffice IME 2010の機能を引き継ぐ                        |
| Microsoft IME      | 10.0.22621.608 (IMJPUEX.EXE) | Windows 10 Windows 11                      | クラウド変換導入、WinUI/UWPによるOS統合モードと従来のIMEモードを選択できるようになった                  |

Windows 10以降、Microsoft IME製品固有のバージョン番号は廃止され、Windowsとともにアップデートされる。